# Sophie Carmen Eckhardt-Gramatté
Sophie-Carmen Eckhardt-Gramatté (rus: Софи Кармен Экхардт-Граматте; 6 de juny de 1899 a Moscou, Rússia – 2 de desembre de 1974 a Stuttgart, Alemanya) va ser una compositora canadenca d'origen rus i virtuosa pianista i violinista.
Nascuda a Moscou com Sofia (Sònia) Friedman-Kocharovskaya, Eckhardt-Gramatté va estudiar al Conservatori de París. Es va embarcar en diverses gires de concerts per Europa Occidental, en les quals va interpretar les seves pròpies obres. Va compondre música pràcticament durant tota la seva vida, començant amb l'alfabet de Sis Peces i concloent amb el concert per a trompeta que va deixar incomplet a causa de la seva inesperada mort. Després de la seva mort, el comitè de planificació va decidir nombrar el cas de la Competència Eckhardt-Gramatté per la interpretació de la música canadenca. La primera competició va tenir lloc l'any 1976.

## Biografia
Sophie Carmen Eckhardt-Gramatté va néixer a Moscou, igual que la seva mare. La seva mare, Catalina de Kochevskaya, una alumna d'Anton i Nicholas Rubinstein i professora de música a la casa de Tolstoi, estava casada amb Nicolas de Fridman, de qui es va separar abans del naixement de Sophie Carmen. De totes maneres, el tema sobre la paternitat està en dubte i, tot i que Fridman definitivament no és el pare, el fill porta el seu nom i fins a l'any 1920 va ser coneguda professionalment com a Sonia Fridman. La seva mare va enviar a la filla a Anglaterra i allí va passar quatre anys amb pares adoptius en una colònia d'expatriats tolstoians, a Whiteway, a les muntanyes de Cotswold, Gloucestershire.
Sophie Carmen es va reunir amb la seva mare el 1904, va anar a París i allí va ser on va començar la seva formació musical, a l'edat dels vuit anys. Sota les instruccions de la seva mare, entre 1906 i 1908, el seu avanç amb el piano va ser precoç. El setembre de 1908, a pesar de no haver tingut una instrucció regular de violí, va ser acceptada com a estudiant de violí al conservatori, on els seus professors van ser Alfred Brun i més tard Guillaume Rémy. En canvi, el piano el va estudiar amb Mme S. Cheneé. Als 11 anys va fer concerts de solista a París, Ginebra i Berlín, apareixent als programes alternativament com a pianista i violinista. A Ginebra el seu programa va incloure una part de Bach per a solos de violí. El 1911 va fer un recital d'improvisacions a parís i un recital a Berlín que incloïa un estudi de Chopin, la Chacona de Bach, Partita no.2 per a solo de violí i un concert per a violí en fa menor per Heinrich Wilhelm Ernst. El 1913 va deixar el Conservatori de París.
Sophie Carmen s'havia traslladat a Berlín amb la seva mare i la seva germana a principis del 1914 i durant un temps les havia recolzat a tocar en els cafès. En canvi, la filla en llei del violinista Joseph Joachim li va entregar un dels violins de Joachim i va arreglar una beca del banquer Franz von Mendelssohn perquè pugui estudiar amb Bronislay Huberman. Durant els seus primers sis anys a Berlín va aparèixer a una sèrie de recitals i velades musicals privades. El 1915 a Berlín va interpretar la Sonata (piano) en fa menor, opus 57, i la part de violí Kreutzer en el mateix programa. Prompte va aparèixer un conflicte, en canvi els seus clients volien que continués com a intèrpret, mentre que la seva pròpia inclinació era dedicar-se a la composició. Per a l'any 1920 ja componia obres de gran format, com és per exemple Ziganka, un ballet pantomima.
La família Gramatté es van mudar a Espanya, vivint a Barcelona durant dos anys. Allí va ser on Sophie Carmen va tenir un nou mentor el violoncel·lista Pau Casals, que li va produir diverses obres, incloent el Concert per a un solo de violí.
També als anys vint es va casar per primer cop amb pintor Walter Gramatté. Aquell matrimoni li va donar la llibertat per dedicar-li temps complet a la composició i fer recitals. Anys més tard, amb la prematura mort de Walter el 1929, Sophie va començar els seus primers concerts per a piano i violí en un debut als Estats Units sota la batuta de Leopold Stokowski i Frederick Stock. Posteriorment, el 1930 quan va tornar a Berlín, va deixar-se la carrera artística i es va dedicar únicament a la composició.
Quan Gramatté va decidir abandonar la seva carrera artística per concentrar-se en la composició l'any 1930, Stokowski li va recomanar estudiar amb Max Trapp a la Preussische Akademie de Berlín, però no va ser fins a 1936 que finalment va seguir aquell consell.
El 1934 es va tornar a casar però aquesta vegada amb Fernando Eckhardt, un historiador d'art austríac resident a Berlín, que havia estat interessat en els gràfics del seu difunt marit. L'any 1939 la parella es va traslladar a Viena i allí es va adoptar el nom artístic amb el qual es van firmar les seves obres posteriors, com Eckhardt-Gramatté. El 1945 Eckhardt-Gramatté va ser un dels petits grups que va restablir la branca austríaca de la Societat Internacional de Música Contemporània. Ella va guanyar alguns premis principals de composició els anys 1948, 1949 i 1950 i el primer premi en la Competència Internacional de Compositores (només dones) l'any 1961.
En reconeixement dels assoliments únics d'Eckhardt-Gramatté, el CBC al novembre de 1974 va transmetre un documental de ràdio de dos hores preparat per Lorne Watson i produït per Walter Unger. Poc després de l'emissió, va partir un viatge europeu i durant la visita a Stuttgart va tenir un accident mentre estava en un autobús i se la va portar a un hospital, però malauradament va morir mentre l'estaven operant. Va ser enterrada juntament amb Walter Gramatté i la seva mare al poble de Wilhelmshagen a Berlín.
Durant els dos últims anys dels seus plans de vida volia procedir en un somni: un concurs per animar als artistes joves a tocar les obres de compositors contemporanis. Després de la seva mort el comitè de planificació va decidir l'any 1975 nombrar el cas de la Competència Eckhardt-Gramatté C.C. per a la interpretació de la música canadenca. La primera competició va tenir lloc el 1976. També li van concedir un títol pòstum de la CCA amb el Diploma d'Honor.
Fernando Eckhardt va completar un catàleg de composicions de la seva esposa el 1980 que va ser publicat en el volum 1 dels 23 volums de S. C. Eckhardt-Gramatté. Una reproducció és Selected Works (Winnipeg, 1980-1984) i està en la totalitat de les obres de la compositora. El seu estudi biogràfic, publicat el 1985 com la música des de dintre, és un compte personal detallat de la seva extraordinària vida.
Els últims vint-i-un anys de la vida de Sonia van ser a Winnipeg, obrint-se nous camins com a persona i pedagoga en les praderes canadenques.

## Formació musical
Va començar al Conservatori de París i també va rebre classes de la seva pròpia mare. Els seus professors de violí van ser Alfred Brun i Guillaume Rémy, de piano S. Cheneé, i Vincent d'Indy i Camille Chevillard amb composició. Quan va viure a Berlín va estudiar amb Bronislaw Huberman. Del 1936 al 1942 va estudiar amb Max Trapp a l'Acadèmia Preussische de Berlín, girant quasi exclusivament a la composició.
Durant els dos anys que va viure a Barcelona va tenir com a mentor a Pau Casals, que també li va donar un cop de mà a nivell compositiu, incloent el Concert per a un solo de violí.
Eckhardt-Gramatté havia tingut una estricta formació clàssica com a intèrpret, però en gran manera depenia de la composició i la intuïció musical. A part dels estudis teòrics bàsics de sa mare i del Conservatori, la seva escriptura musical estava en les seves pròpies mans fins que va estar quasi 37 anys i va passar tres intensius amb Max Trapp. I mentre ella va reconèixer la importància de la contribució de Trapp a les seves habilitats en el contrapunt i orquestració, no hi ha cap dubte que la seva personalitat creativa s'havia format a través de les seves pròpies investigacions sobre l'experiència creativa, quasi sempre guiat pel seu virtuosisme com a intèrpret.

## Mètode interpretatiu
Sophie Carmen mai va tenir una cita oficial d'ensenyança; en canvi, ella manté al llarg de la seva vida professional un gran interès en aquest àmbit. Com a intèrpret amb forts enfoques personals al piano i al violí, va desenvolupar un “mètode” per a cadascun.
Un d'ells és l'anomenat “E-gré Piano Tècnica”, que tracta d'utilitzar l'acció de rodament de totes les extremitats rotatòries naturals, i d'aquesta manera ho descriu com un mètode per tindre una tècnica natural en la seva forma més pura que té una posició exactament oposada a la de la tècnica del “dit”. Durant un període d'anys, començant el 1959, va treballar amb Lorne Watson en un llibre sobre la “tècnica E-gré”, que no es va publicar fins a 1991.
Va ser molt important per a l'evolució d'esta tècnica la pupil·la d'Eckhardt-Gramatté, Diedre Irons, que va estudiar amb ella des de 1957 fins a 1965. És per això que alumnes de piano europeus incloent a Erna Heiller i Luise Fischer Thielemann van incorporar aquest mètode.

## Estil compositiu
Les obres de la seva infància reflecteixen l'encant del saló parisenc, amb un gest considerable cap al virtuosisme i la polifonia de Bach. Mentre es realitza extensament a través de la dècada de 1920, no és d'estranyar que la sortida d'aquesta dècada es caracteritzés pel repertori virtuós del violí (un concert en solitari, tres suites individuals, nou capricis originals i quatre transcripcions de Paganini) i per al piano (concert no.1 i quatre sonates). La relativament petita sortida de la dècada de 1930 és degut en part al xoc de la mort de Walter Gramatté i en part a la seva decisió d'escriure més per a orquestra. Per a finals de 1930, en canvi, va pertànyer al desenvolupament d'un estil molt personal del contrapunt i la composició del Quartet de Cordes N.1 i la Simfonia en C. A la Simfonia, el segon subjecte Mahleresque del moviment de l'obertura i altres detalls temàtics i coloristes van ser per influència conservadora de Max Trapp.
Es va veure afectada també pel repte de ser una compositora dona per primera vegada en l'altament entorn competitiu de l'Europa del seu temps, i després en la situació de la frontera que contrasta radicalment del Canadà. El resultat va ser una música de marcatge, per no dir cabuda, caràcter ple d'idees, impulsos i dificultats tècniques, però rara vegada serena en l'estat d'ànim, clàssica i ordenada.
El seu catàleg d'obres de més de 175 composicions (simfònica, de cambra, violí i piano) testifica l'esperit ardent i dinàmic d'un artista, immers en la tradició romàntica, tallant un camí per si mateixa en el notable terreny musical del segle xx.
Eckhardt-Gramatté va crear un estil dens, agressiu, que estava molt més proper i dependent, romanticisme més vell que en les tècniques del segle xx. El seu ús de la dissonància era un desenvolupament lògic de post-wagnerianisme, tot i que mai va arribar a l'atonalitat emocional dels mestres vienesos (Schoenberg, Berg, Webern…). En canvi, algú va detectar algunes característiques que “mostren una ment viva en familiaritzar-se amb tendències modernes i l'ús d'alts assoliments tècnics en l'explotació dels recursos d'una nova polifonia musical.”
La seva suite VI per a piano consta de tres peces que abasten tres dècades (1928-52), des de la qual és possible obtindré una visió de la càpsula del seu estil. Les tres peces són similars en tindre una unitat d'avanç implacable amb pocs espais de respiració i amb un alt grau d'intensitat emocional.

## Debut en la carrera musical
El 1970 va rebre un doctorat honorari en música de la Universitat de Brandon i també el títol de professora de part de la ministra d'Educació de Viena, Àustria. El 1974 va ser la primera compositora canadenca que va rebre el Diploma d'Honor i poc abans de la seva mort, el CBC va produir un documental de dos hores de la seva vida.
El 1925 a Alemanya va tocar un concert amb el pianista Edwin Fischer interpretant el Concert de Bach en C menor amb dos teclats i orquestra. També van tocar la sonata K526 de Mozart amb violí i piano i un concert sola amb el violí. Després va tornar a Espanya per realitzar nou concerts més l'any 1927. La notícia de la seva versatilitat i virtuosisme havia arribat al director Leopold Stokowski, qui la va contractar per a les presentacions amb l'Orquestra de Filadelfia, però aquestes van ser posposades degut a la greu malaltia del seu marit. Gramatté va morir el 1929 de tuberculosis, i no va ser fins més tard d'aquell mateix any que la jove vídua va ser capaç de complir amb el seu compromís als Estats Units.
La temporada del 1929 i 1930 va realitzar les seves pròpies obres per a piano (Konzertstück) de violí amb l'Orquestra de Filadelfia de Stokowski i Chicago, sota la direcció de Federico Stock. Philadelphia Public Ledger va informar que tenia un enorme talent en les tres capacitats i si continuava sens dubte tindria grans possibilitats com a solista, ja sigui piano, violí o compositora.
Va guanyar diferents premis principals de composició els anys 1948, 1949 i 1950, i el primer premi en la Competència Internacional de Compositors de dones el 1961.
El seu primer recital al Canadà va ser per a la ràdio CBC el 14 de març de 1955 en la sèrie Els artistes distingits.
Kenneth Winters la va descriure així:
“Ella és petita però robusta, amb les mans grans i útils de la virtuosa, cabell negre però curt, ulls trencant el negre i una veu més bé com un saxòfon alt aventurer amb algunes notes de flauta per a la excitació i alguns tons de viola de patetisme. Ella és amable, volàtil, inquieta, perspicaç, irascible i en conjunt amb la vida. A ella li encanta la conversació i el bon menjar i és una incansable promotora, una mica impacient de la seva pròpia música i de les seves idees sobre la música.” (Winnipeg Free Press, 17 de febrer de 1962).
El 1959 Eckhardt-Gramatté va ser l'encarregada d'escriure un duo concertant per a violoncel i piano per al rendiment a Saskatoon Saskatchewan durant la Jubilació. L'obra va ser estrenada per dos músics de Manitoba que s'havien fet forts partidaris, Peggie Sampson i Lorne Watson. Altres comissions van seguir, i les obres resultants van incloure la Simfonia-Concert per a piano i orquestra i la Simfònica de Manitoba en honor, respectivament, de la canadenca i els centenaris de la Manitoba. El trio de piano, també encarregat el 1967, va ser estrenar pel Trio Hidy, que la fundadora va ser Marta Hidy. Més endavant, encarregada i estrenada el 1970 va ser la Suite per a violí sol nº4, Pacífic.
Es va establir la Fundació Eckhardt-Gramatté a Winnipeg el 1981 per a proporcionar assistència en les actuacions de les seves obres.
El volum 21 de l'antologia de RCI de la música canadenca (5-ACM 21), emesa el 1985, està dedicada a les composicions d'Eckhardt-Gramatté i va tornar a emetre algunes de les seves interpretacions de les seves obres. Ella era un membre de la CL Comp, i la seva condició de compositora associada es manté a Canadian Music Centre.

## Anècdota sobre el seu nom
Sophie Carmen el 31 de desembre de 1920 es va casar amb el pintor expressionista alemany Walter Gramatté i des de 1922 fins a 1929 havia utilitzat el nom de Sonia Fridman Gramatté com el seu nom professional. Des de 1929 fins al 1936 només Gramatté. En canvi, després la mort inesperada de Walter, anys després Sophie Carmen es va tornar a casar i aquesta vegada amb l'historiador d'art austríac Fernando Eckhardt l'any 1934. És per això que el 1939 va decidir adoptar el nom d'Eckhardt-Gramatté que, des de llavors, el va utilitzar com a nom artístic.

## Selecció de composicions

### Orquestra
- Skelettenspiel E39 i L'Ile E40. 1925. Ms
- Weihebild E91 i Tanzbild E92. 1924-35. Ms
- Passacaglia iFugue E102. 1937. (Berlin 1937). Ms. (2 piano versió, E101) Canzona CT-89004 (cass) (C. Duncan, L. Duncan)
- Symphony in C E104. 1940 (Breslau 1942). Ms
- Capriccio Concertante E106. 1941 (Vienna 1942). Ms. CBC SMCD-5089 (Winnipeg Symphony Orchestra)
- Concertino for Strings E119. 1947 (Vienna 1948). Str orch. Ms
- Concerto for Orchestra E137. 1955 (Winnipeg 1961). Ms
- Symphony No. 2 'Manitoba' E158. 1970 (Winnipeg 1970). Ms
- També el ballet Ziganka E36 (1920). Ms[8]

### Solista amb orquestra
- Concerto No. 1 E60. 19265, re-orch 1931 (Berlín 1932). Pf, orch. Ms. 1932. 4-Tri-Art WRC1-1596-99 (Eckhardt-Gramatté piano, Berlin Symphonics, Kunwald director)
- Grave Funèbre E86. 1931. Ms
- Piano Concerto No. 2 E117. 1947 (Viena 1948). Ms
- Triple Concerto E123. 1949 (Viena 1949). Tpt, clarinet, fagot, orch. UE 1952. CBC SM-272/5-ACM 27 (NACO)
- Markantes Stück E121. 1948 (Viena 1952). 2 piano, orch. Ms. 1952. 4-Tri-Art WRC1-1596-99 (Eckhardt-Gramatté, Weber piano, Vienna SO, Schüchter director)
- Concerto E124. 1950. Bn, orch. Ms
- Concerto for Violin, Concertante Wind Instruments, and OrchestraE127. 1951 (Vienna 1954). Ms
- Molto Sostenuto E131. 1938-52. Str orch. Ms. Centrediscs CMC-2287 (Vancouver SO)
- Four Christmas Songs E133-6(F. Eckhardt). 1953. SSATBB, vent-fusta, metall, piano, orch. Ms
- Symphony Concerto E154. 1967 (Toronto 1968). Pf, orch. Ms. CBC SM-107/RCI 328/RCA LSC-3175/5-ACM 21 (Kuerti)
- Symphony Concerto E162. 1972-4. Tpt, cambra orch. Ms
- Also Konzertstück for Cello and Chamber Orchestra E163 (1928, rev 1974), manoscrit; i arranjaments de tres Capricis per a violí i orquestra de Paganini, E76bis-78 (1927-8)[8]

### Cambra
- Ein Wenig Musik E27. 1910. Pf trio. Vieu et Vieu 1912
- Suites for Violin Solo, No. 1 and 2 E41, 43. 1923. Simrock 1924
- Suite for Violin Solo No. 3, 'Mallorca' E50. 1924. Eschig 1929. 1943 (2n i 3r moviment). 4-Tri-Art WRC1-1596-99 (Eckhardt-Gramatté)
- Ten Caprices for Violin Solo E47-9, 63-4, 67, 69-70, 81, 90. 1924-34. (E47-9) Simrock 1925. (1984) Masters of the Bow MBS-2018 (F. Chaplin)/1943 (E47), 1932 (E63-4), 1974 (E69, 81, 90). 4-Tri-Art WRC1-1596-99 (Eckhardt-Gramatté)
- Berceuse E55. 1925. Fl, piano. Ms. 1943. 4-Tri-Art WRC1-1596-99 (? fl, Eckhardt-Gramatté piano)
- Concerto for Solo Violin E57. 1925. Ms. 1934. Odeon O-6973-6 (78)/Masters of the Bow MB-1031/5-ACM 21 (Eckhardt-Gramatté)
- Lagrima E61. 1926. Va (violoncello), piano. Ms
- February Suite E88. 1934. Vn, piano. Ms. Eckhardt-Gramatté Foundation EGF-200-D (CD) (J. Glatzer violin, D. Keahey piano)
- Presto I 'In the Old Style' E89 (basada en el 4t moviment "Presto" de la Suite for Violin Solo No. 1 E41). 1934, rev 1951 as Presto II E129. Fl, piano. Ms. 1943 (E89) 4-Tri-Art WRC1-1596-99 (? fl, Eckhardt-Gramatté piano)/1951. (E129) 5-ACM 21 (Franz Opalnesky fl, Eckhardt-Gramatté piano)
- 2 String Quartets E103, 107 (1938, 1943). Ms
- 2 Duos for Two Violins E108, 110. 1944. (E110) Oesterreichischer Bundesverlag 1949. 1946 (E108) 4-Tri-Art WRC1-1596-99 (Eckhardt-Gramatté, C. Johannis vns)
- Wind Quartet E112. 1946. Fl, clarinet, clarinet baix, bassetthorn. Ms
- Nicholas Trio E116 and Triotino E114. 1947. Str trio. Ms
- Ruck-Ruck Sonata E113. 1947, rev 1962. Cl, piano. Ms. 1947. 4-Tri-Art WRC1-1596-99 (F. Wildgans clarinet, Eckhardt-Gramatté piano)
- Duo Concertante E138. 1956. Fl, violí. Ms. 1957. Tri-Art WRC1-1599 (Eckhardt-Gramatté violin, Keetbaas fl))
- Duo Concertante 146. 1959. Vc, piano. Ms. RCI 224 /RCA CCS-1018/5-ACM 21 (Sampson violoncel)
- Woodwind Quintet E148. 1963. Ms. 5-ACM 21 (Tor Arxivat 2016-04-08 a Wayback Machine. Ww Quin)
- String Quartet No. 3 E149. 1962-4. Ber 1982. 5-ACM 27 (Purcell String Quartet)
- Nonet E151. 1966. quartet de corda, quintet de vent-fusta. Ms
- Piano Trio 152. 1967. Ms. 5-ACM 21 (Marta Hidy Trio)
- Suite for Solo Violin No. 4, 'Pacific' E157. 1968. Ms
- Concertino E159. 1971. Viola da gamba, harpsichord (violoncel, piano). Ms. Jubal 5006 (D. Bishop violoncello, D. Keahey piano)
- Fanfare E160. 1971. 8 brass. Ms. 1981. 1981. 2-Music Gallery Editions MGE-34 (Composers' Brass Group)[8]

### Piano
- Danse de nègre E42. 1923. Simrock 1924. (1990). Eckhardt-Gramatté Foundation EGF-100-D (CD) (K. Redekopp-Edwards)
- Sonata No. 1 E45. 1923. Simrock 1924. (1990). Eckhardt-Gramatté Foundation EGF-100-D (CD) (K. Redekopp-Edwards)
- Sonatas No. 2-5 E46, 52, 68, 126 (1924, rev 1952; 1924; 1928; 1950). Ms. (1969, 1957. No.1 incomplete; 1936. No. 3, 5) 4-Tri-Art WRC1-1596-99 (Eckhardt-Gramatté)/(No. 5) Eckhardt-Gramatté Foundation EGF-100-D (CD) (K. Redekopp-Edwards)
- Sonata No. 6 (Drei Klavierstücke) E130. 1928-51. Ms. RCI 224/RCA CCS-1018/5-ACM 21 (Irons)/1951. 4-Tri-Art WRC1-1596-99 (Eckhardt-Gramatté)
- Piano Caprice No 2-5 E96, 87, 97-8. 1932-37. Ms. 1943. 4-Tri-Art WRC1-1596-99 (Eckhardt-Gramatté)
- Introduction and Variations on a Theme from my Childhood E94. 1936. Wat 1990. World WRC1-5471 (I. Baerg)[9]